# Borbáth Júlia
Borbáth Júlia (Kolozsvár, 1945. február 19. –) erdélyi magyar színésznő.

## Életpályája
1962 és 1966 között a marosvásárhelyi Szentgyörgyi István Színművészeti Intézet hallgatója, és annak elvégzése után 1969-ig a Temesvári Csíky Gergely Színház tagja volt, majd 1969-ben a Kolozsvári Állami Magyar Színházhoz szerződött.

## Szerepei

### Temesváron
- JOHANNA – George Bernard Shaw: Szent Johanna
- HELENE – Eugène Labiche: A florentin szalmakalap
- GABBY – R. E. Sherwood: Megkövesedett erdő
- ALTA – Camil Petrescu: Velencei történet
- TITKÁRNŐ – Aurel Baranga: Miniszter a barátom
- MAGDA – Mihail Sebastian: Lapzártakor jelentik
- TITI – Sergiu Fărcăşan: Légszomj

### Kolozsváron
- SÁRI –  Heltai Jenő: Tündérlaki lányok
- MANCI – Ecaterina Oproiu: Nem vagyok az Eiffel torony
- DORCAS – William Shakespeare: Téli rege
- LÁNY – Dumitru Radu Popescu: Szomorú angyalok
- TÓTH MARI –  Mikszáth Kálmán: A Noszty fiú esete Tóth Marival
- MIRA – Paul Everac: Az albérlő
- ANTOINETTE – Georges Feydeau: Bolha a fülbe
- MARI – Gyárfás Miklós: Egérút
- RÓZSI – Móricz Zsigmond–Szigligeti Ede: A csíkos
- DIÁKLÁNY – Mihail Sebastan: Névtelen csillag
- ANNA – Dobozy Imre: Holnap folytatjuk
- ELSIE – William Saroyan: Így múlik el az életünk
- TÓTI DORKA – Gvadányi József: Peleskei nótárius
- SIN – Bertolt Brecht: Szecsuáni jólélek
- CELIMENE – Molière: A nők iskolájának bírálata
- CIRMUSKA – Sinkó Zoltán: Négylábú kacsa
- ALICE – Victor Eftimiu: Rokonunk, a csavargó
- KLÁRIKA – Jókai Mór: A nagyenyedi két fűzfa
- ANA – Victor Ion Popa: Micsoda zűrzavar
- JULIE – Victorien Sardou: Szókimondó asszonyság
- MELÁNIA – Oproiu Ecaterina: Interjú
- MÁRIA – Eduardo De Filippo: Vannak még kísértetek
- LUDMILLA – Valentin Kataev: A kör négyszögesítése
- MARY – Mihnea Gheorghiu: Pathetica ’77
- OTTILIA – Aurel Baranga: Barátom, a miniszter
- A VÖRÖS – Ödön von Horváth: Férfiakat Szelistyének
- HERCEGNŐ – Danek Oldrich: Negyven gazfickó meg egy ma született bárány
- FRANCIA KIRÁLYLÁNY – William Shakespeare: Lóvátett lovagok
- PÓLIKA – Móricz Zsigmond: Nem élhetek muzsikaszó nélkül
- ESZTER – Déry Tibor: Képzelt riport egy amerikai popfesztiválról
- ERZSI – Nóti Károly: Nyitott ablak
- MARGARETA – Alexandru Kiriţescu: Szarkafészek
- VERUSKA – Méhes György: Drága gyermekeim
- PIERETTE– Thomas Robert: Nyolc nő
- NŐ – Alexander Gelman: A pad
- VETA– I. L. Caragiale: Zűrzavaros éjszaka
- ARANKA – Jókai Mór: A kőszívű ember fiai
- IULIA BOGA – Horia Lovinescu: Boga nővérek
- AZ ŐRMESTER-PROVOKÁTOR FELESÉGE – Slawomir Mrozek: Rendőrség
- PONCIA – Federico García Lorca: Bernarda Alba háza
- MARIA – Nicolai Erdman: Az öngyilkos
- GERTRUDIS –  Katona József: Bánk bán
- ANYA – Spiró György: Csirkefej
- MAROSINÉ – Molnár Ferenc: Doktor úr
- ERZSÉBET – Hunyady Sándor: Erdélyi kastély
- BOLOMBER KERALNÉ – Szilágyi Andor: Leánder és Lenszirom
- SKIBINSKA – Spiró György: Az imposztor
- GERTRUD – Tom Stoppard: Rosencrantz és Guildenstern halott
- MADELEINE BEJART – Molière: Képmutatók cselszövése
- ALBERTINKA ANYJA – W. Gombrowitz: Operett
- ANYUSKA, JOLÁN ANYJA – Parti Nagy Lajos: Ibusár
- SARLOTTA IVANOVNA – Anton Pavlovics Csehov: Cseresznyéskert
- NORINE – Eugène Labiche: Lourcine utcai gyilkosság
- CECILIA PEACHUM – Bertolt Brecht: Koldusopera
- DABBY BRYANT: Timberlake Wertenbaker: Kinek kell a színház?
- CININÉ – Luigi Pirandello: Így van (ha így tetszik)
- SŐRBYNÉ – Henrik Ibsen: A vadkacsa
- BEATRICE – Carlo Goldoni: Komédiaszínház
- JACQUES MAMA – Eugen Ionesco: Jacques, vagy a behódolás
- JULIA – Ken Ludwig: Botrány az operában
- JULIA, az Operabarátok Körének elnöke – Ken Ludwig: Botrány az operában
- JACQUES MAMA – Eugen Ionesco: Jacques vagy a behódolás
- BEATRICE, második színésznő – Carlo Goldoni: Komédiaszínház

## Díjai
- Poór Lili-díj, 1999